# Варагунаварман II
Варагунаварман II — індійський правитель з династії Пандья. Загинув у битві біля Кумбаконама. Владу по його смерті успадкував молодший брат, Парантака Віранараяна.